# 東金井站
東金井站（日语：／ Higashi-Kanai eki */?）是位於山形縣山形市陣場三丁目，東日本旅客鐵道（JR東日本）的左澤線車站。

## 歷史
- 1951年（昭和26年）12月25日：車站啟用[1]。
- 1987年（昭和62年）4月1日：伴隨國鐵分割民營化，車站由東日本旅客鐵道（JR東日本）營運[2]。
- 2003年（平成15年）3月16日：候車室和廁所進行了翻新。

## 車站構造
車站是一座地面車站，設有1面1線的單式月台。
此站是由寒河江站管理的無人車站。

## 使用狀況
在2004年度，1日平均乘車人次為171人。
| 乘車人次變化 | 乘車人次變化 |
| 年度         | 1日平均人次  |
| ------------ | ------------ |
| 2000         | 152          |
| 2001         | 153          |
| 2002         | 157          |
| 2003         | 172          |
| 2004         | 171          |

## 車站周邊
- 山形市立金井中學（日语：山形市立金井中学校）
- 山形市立金井小學（日语：山形市立金井小学校）
- 山形市立金井第二幼稚園
- 國道112號（日语：国道112号）
- 山形縣道49號山形山邊線（日语：山形県道49号山形山辺線）
- 山形市金井公民館
- JA山形（日语：山形農業協同組合）東金井分店

## 相鄰車站
東日本旅客鐵道（JR東日本）
■左澤線
北山形－東金井－羽前山邊

## 注腳
1. 1 2  「日本国有鉄道公示第349号」『官報』1951年12月21日（國立國會圖書館數碼化收藏）
2. ↑  『交通年鑑 昭和63年版』 交通協力會，1988年3月。
3. ↑  『山形県の鉄道輸送』平成26年度版 - 山形県 （页面存档备份，存于）（日語）

## 外部連結
- 車站資訊（東金井）：東日本旅客鐵道（日語）